# NGC 7492
NGC 7492 és un cúmul globular a la constel·lació d'Aquari. És un cúmul perifèric de la Via Làctia, a 81200 anys llum del centre galàctic i a 84.000 anys llum de la Terra, i una distància al Sol de 26,8 Kpc. Per la seva distància tan allunyada és difícil resoldre-lo en estrelles, la més brillant d'elles de magnitud 15,5. És un dels cúmuls menys densos (classe XII) i manca de nucli central. S'acosta a nosaltres a raó de 208 km/s.
Va ser descobert per l'astrònom William Herschel en 1786.